# Haematopota mordens
Haematopota mordens är en tvåvingeart som beskrevs av Edwards 1916. Haematopota mordens ingår i släktet Haematopota och familjen bromsar. Inga underarter finns listade i Catalogue of Life.